# 크로메르지시

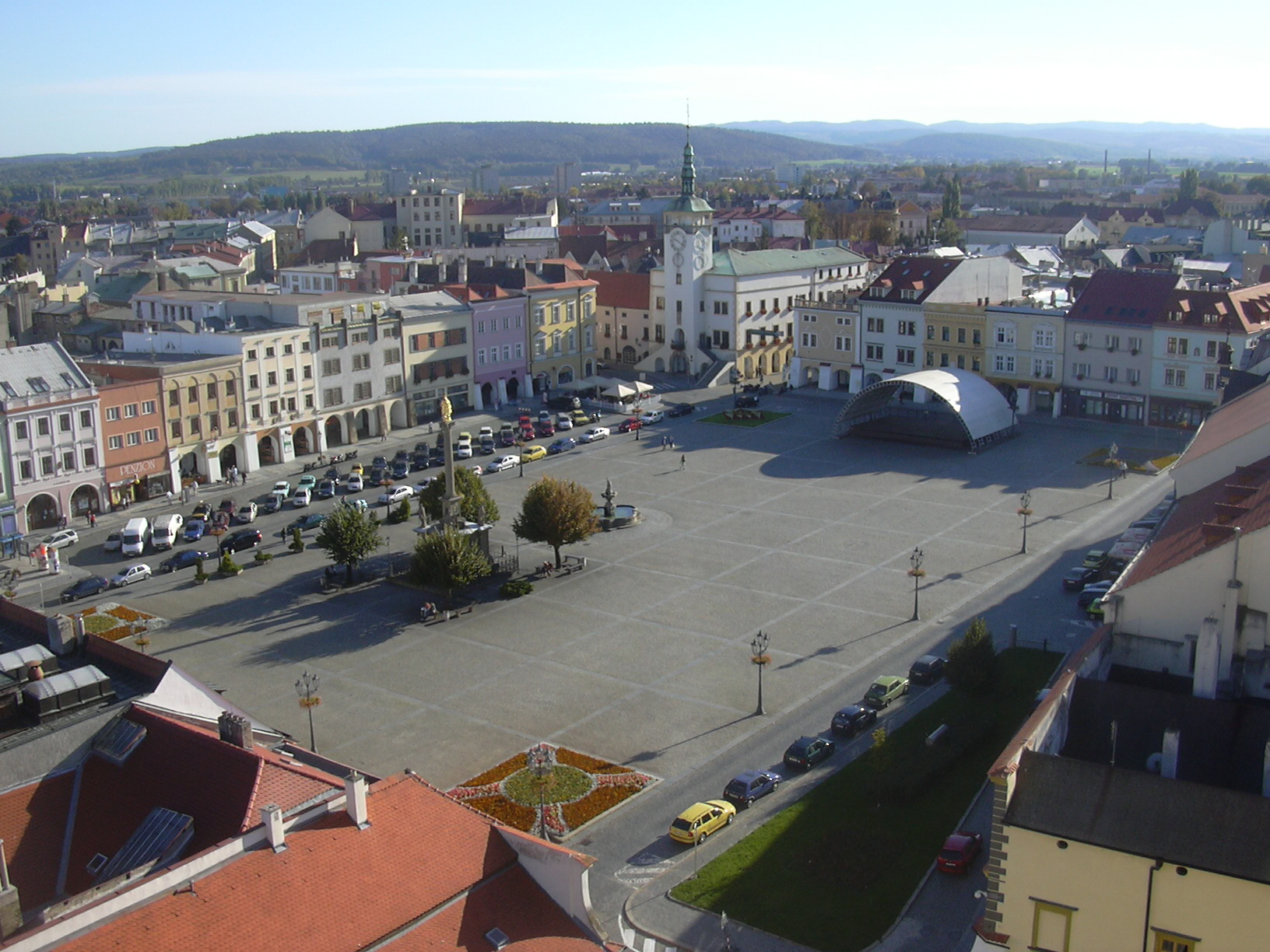
크로메르지시에 있는 광장

크로므녜지슈(체코어: Kroměříž, 독일어: Kremsier 크렘지어[*])는 체코 즐린 주에 위치한 도시로, 면적은 50.97km2, 높이는 201m, 인구는 29,374명(2007년 12월 기준), 인구 밀도는 576명/km2이다. 세계유산으로 지정된 크로므녜지슈 궁전이 있다.

시기
시 문장

## 인구
| 연도           | 인구   | ±%     |
| -------------- | ------ | ------ |
| 1869           | 12,848 | —      |
| 1880           | 15,038 | +17.0% |
| 1890           | 15,897 | +5.7%  |
| 1900           | 17,509 | +10.1% |
| 1910           | 20,186 | +15.3% |
| 1921           | 20,767 | +2.9%  |
| 1930           | 22,024 | +6.1%  |
| 1950           | 22,782 | +3.4%  |
| 1961           | 23,178 | +1.7%  |
| 1970           | 24,478 | +5.6%  |
| 1980           | 27,835 | +13.7% |
| 1991           | 28,636 | +2.9%  |
| 2001           | 29,225 | +2.1%  |
| 2011           | 29,154 | −0.2%  |
| 2021           | 28,280 | −3.0%  |
| 출처: Censuses |        |        |

## 자매 도시
- 프랑스 샤토됭
- 슬로바키아 니트라
- 폴란드 피에카리실롱스키에
- 오스트리아 크렘스안데어도나우
- 루마니아 름니쿠블체아